# Діно Раджа
Діно Раджа  (хорв. Dino Rađa, *24 квітня 1967, м. Спліт, СФРЮ) — хорватський баскетболіст, олімпійський медаліст.

## Виступи на Олімпіадах
| Олімпіада      | Дисципліна | Місце |
| -------------- | ---------- | ----- |
| Сеул 1988      | баскетбол  | 2     |
| Барселона 1992 | баскетбол  | 2     |
| Атланта 1996   | баскетбол  | 7     |